# Брагадо Дарман, Макс
Макс Брагадо Дарман (англ. Max Bragado-Darman; род. 1945, Мадрид) — испанский дирижёр.
Учился в Испании и США, первоначально как пианист. В 1970—1972 гг. помощник дирижёра в студенческом оркестре Мичиганского университета. Совершенствовал мастерство дирижёра под руководством Джорджа Селла и Игоря Маркевича. Наиболее яркие страницы послужного списка Брагадо — руководство Симфоническим оркестром Кастилии и Леона (1991—2000) и Луисвиллским оркестром (1995—1998). В 2004 г. Брагадо занял пост музыкального руководителя Монтерейского симфонического оркестра и оставался во главе этого коллектива до 2020 г., внеся значительный вклад в его развитие; его прощальный концерт во главе оркестра пришлось отменить из-за пандемии COVID-19.
Среди заметных работ Брагадо — запись полного корпуса произведений Альберто Хинастеры для виолончели с оркестром с женой композитора виолончелисткой Авророй Натола-Хинастера в партии солиста. В 2004 году в собственной редакции записал раннюю оперу Энрике Гранадоса «Мария дель Кармен» с Государственным академическим симфоническим оркестром Республики Беларусь.